# آژیکوده و آژیکال
علویل (به انگلیسی: Alavil) یک منطقهٔ مسکونی در هند است که در کرالا واقع شده‌است.